# 한스 우르스 폰 발타자르
한스 우르스 폰 발타자르(독일어: Hans Urs von Balthasar, 1905년 8월 12일 - 1988년 6월 26일)는 스위스의 로마 가톨릭교회 사제이자 신학자로 추기경에 서임되었으나 서임식 전에 선종하였다.